# Geof Kotila
Geof Kotila (født 24. februar 1959, død 20. marts 2023) var en amerikansk basketballtræner, der primært gjorde karriere inden for dansk og islandsk basketball.

## Karriere
I Danmark vandt han en stribe mesterskaber og pokaltitler med Bakken Bears og Horsens IC.
I sæsonen 2008/09 stod Geof Kotila i spidsen for Team FOG Næstved i Canal Digital Ligaen.
I de seneste år var han forretningsfører for Basketligaen, den bedste danske basketball-liga for herrer.

### Fodnoter
1. ↑  Geof Kotila er gået bort - Basketligaen
2. ↑  DBBF – Geof Kotila ny head coach for Team FOG Næstved (Webside ikke længere tilgængelig)